# Géants et grosses têtes de Saragosse

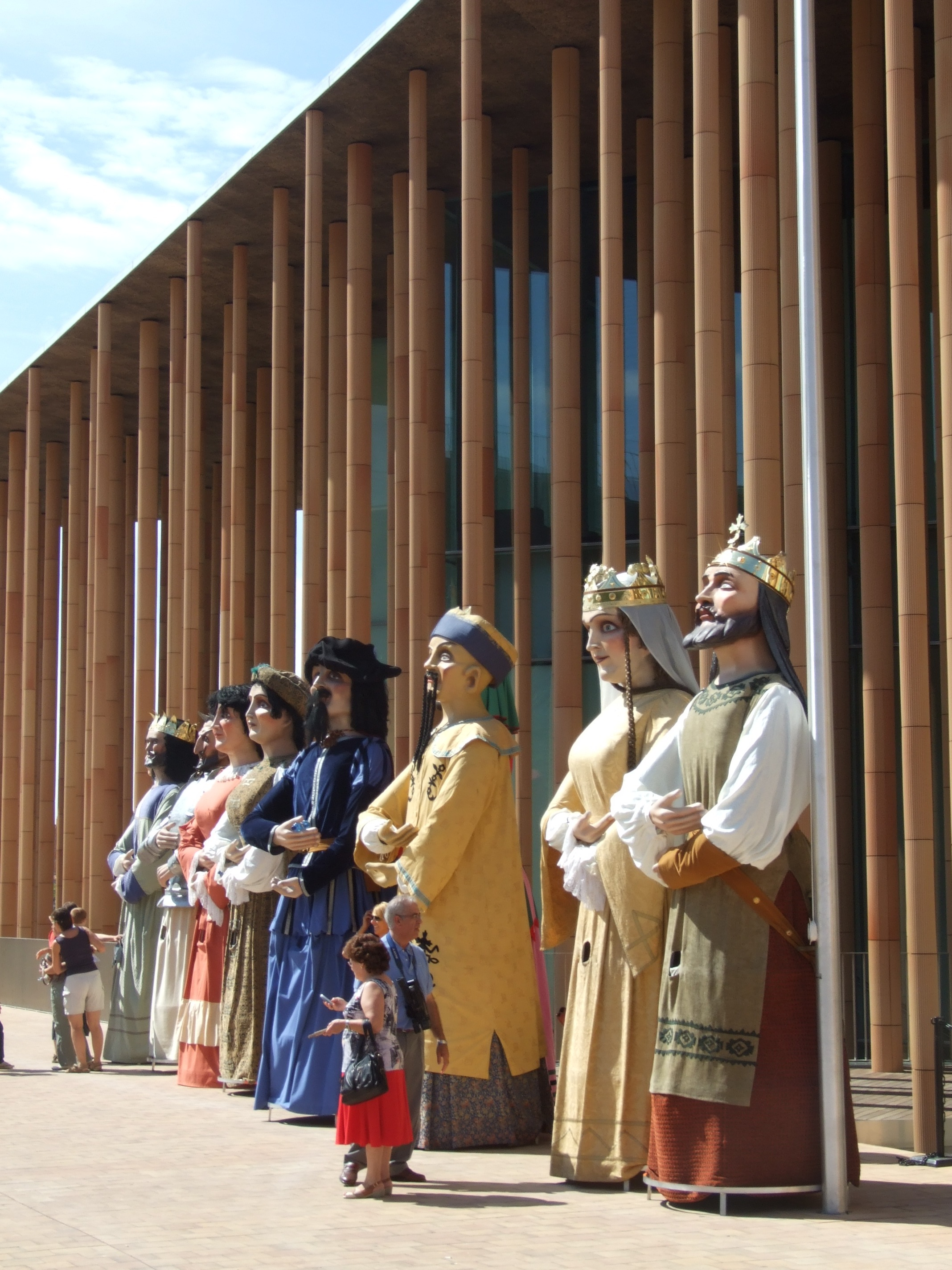
Les géants de Saragosse.

À l’occasion des fêtes religieuses de San Valero, de la Cincomarzada et surtout du Pilar, la troupe de géants et grosses têtes de Saragosse, qui compte aujourd’hui douze géants et neuf grosses têtes, défile dans les rues de la capitale de l’Aragon, en Espagne.
Si les géants marchent fièrement et solennellement, les grosses têtes, un bâton ou un fouet à la main, poursuivent les enfants qui chantent à tue-tête des chansons moqueuses et provocatrices spécialement créées pour ces personnages.

## Histoire
L’introduction des géants et des grosses têtes de Saragosse remonterait au règne d’Alphonse V d’Aragon (1416-1458) mais l’origine de ces personnages est incertaine et fait l’objet de nombreux débats. Certains affirment que l’Espagne aurait introduit cette tradition en Flandres lorsque celles-ci appartenaient au royaume d’Espagne, alors que pour d’autres, l’origine des géants est à rechercher dans les pays du nord de l’Europe.
Les témoignages les plus anciens concernant les processions de géants et de grosses têtes dans la ville de Saragosse évoquent quatre géants, quatre grosses têtes et quatre chevaux, nommés centaures.

Dès 1841, on retrouve quatre des grosses têtes actuelles : le Morico, le Verrugón, le Forano et la Forana. À leurs côtés, défilent quatre géants représentant les continents européen, américain, africain et asiatique.
En 1860, Félix Oroz, célèbre sculpteur de Saragosse, est chargé de créer une nouvelle troupe. Il s’inspire pour cela des anciens personnages mais aussi de personnalités connues de la ville et de personnages littéraires issus du Quichotte de Cervantès. Le nouveau groupe se compose alors de huit géants (la Noire, le Chinois, le Duc et la Duchesse, le Roi et la Reine) et huit grosses têtes (le Morico, le Verrugón, le Forano et la Forana, le Tuerto, le Boticario, Sancho Panza et le Torero).
Quatre ans plus tard, le groupe des géants accueille deux nouveaux personnages: Gaston de Béarn et la Dame Béarnaise, tandis qu'en 1982, la Pilarica s’incorpore aux grosses têtes.
Enfin, lors des fêtes du Pilar de 2008, les habitants de Saragosse découvrent deux nouveaux géants : José de Palafox et Augustine d’Aragon.

## Les géants

### Le Roi et la Reine

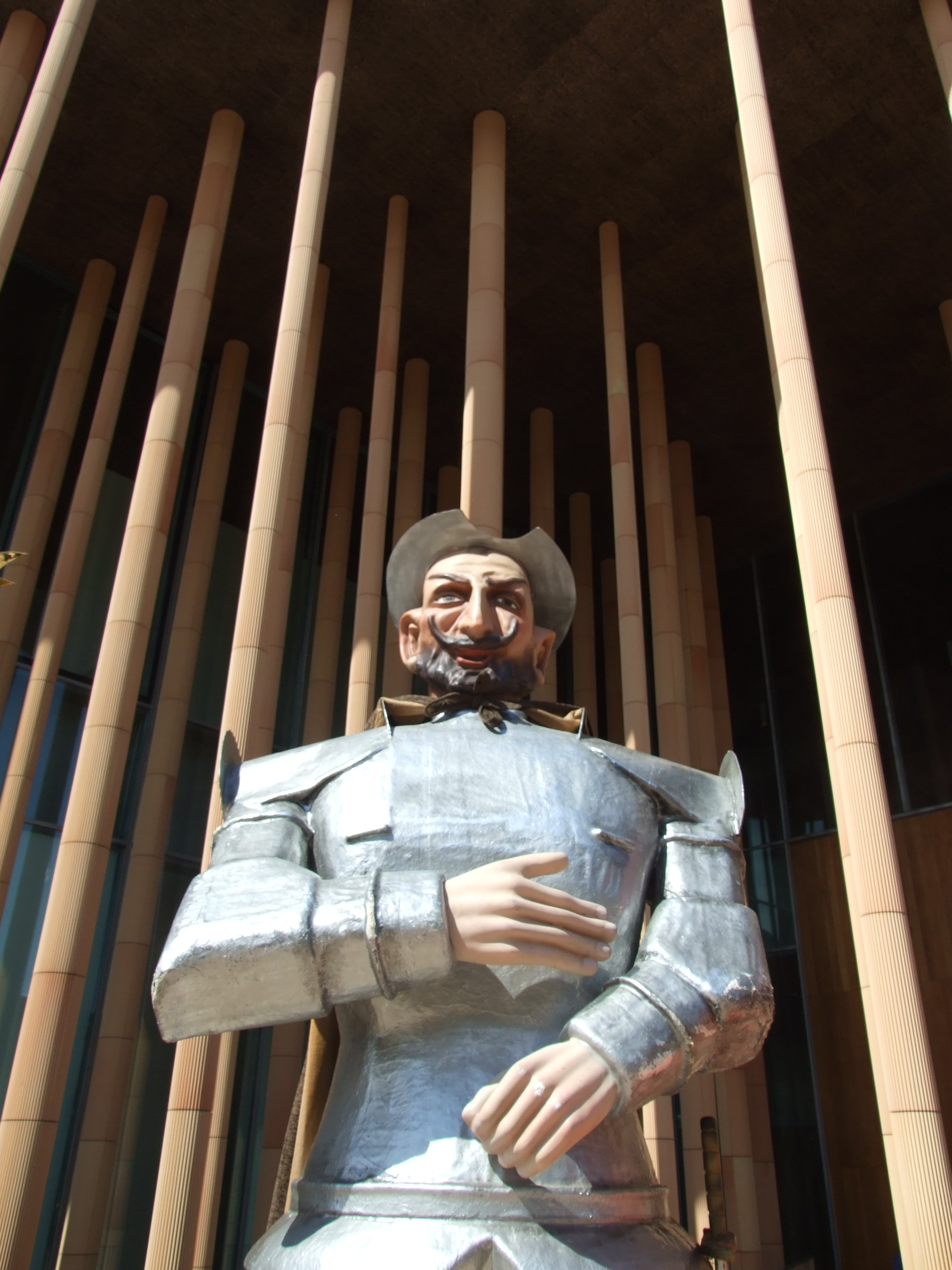
Don Quichotte

Jusqu’en 1918, le Roi, caractérisé par son casque, représentait le monarque Jacques Ier d’Aragon et était accompagné de sa deuxième épouse, Yolande de Hongrie. Il porte aujourd’hui la couronne d’Aragon sur la tête et représente Alphonse Ier d’Aragon, un des rois les plus emblématiques de la région. La reine qui l’accompagne représente, quant à elle, soit son épouse, doña Urraca, soit doña Berenguela de Castille.

### Don Quichotte et Dulcinée
Le géant Don Quichotte renvoie, comme son nom l’indique, au célèbre protagoniste du roman éponyme de Cervantès. Il porte l’armure et le casque caractéristique de l’hidalgo de la Manche et marche aux côtés de la belle et jeune Dulcinée, elle aussi tout droit sortie de la fiction cervantine.

### Le Duc et la Duchesse
Ils représentent le duc de Villahermosa, Alonso d’Aragon, demi-frère de Ferdinand le Catholique, et son épouse, Ana de Sotomayor. Ces nobles aragonais sont restés dans l’histoire comme le couple qui accueille Don Quichotte dans la deuxième partie du roman.

### Le Chinois et la Noire
Le Chinois représentait au début le continent asiatique puis probablement un frère originaire des Philippines. En effet, les Philippines ont appartenu à l’Espagne jusqu’en 1898 et des moines augustins philippins s’étaient établis à Saragosse. La Noire, quant à elle, renvoyait, à l’origine, à l’Afrique puis à une reine indienne d’Amérique latine. Elle représente à nouveau aujourd’hui l’exotisme du continent africain.

### Gaston de Béarn et la Dame Béarnaise
Gaston de Béarn renvoie au Seigneur du Béarn, ensuite fait Seigneur d'Aragon, qui aida Alphonse Ier d’Aragon à reconquérir Saragosse lors de la reconquête chrétienne. Il est accompagné de son épouse, Talesa d’Aragon, qui porte le costume traditionnel du Béarn. Le couple symbolise l’amitié qui lie l’Aragon à la région du Béarn.

### José de Palafox et Augustine d’Aragon
Le premier renvoie au duc de Saragosse qui participa au siège de la ville lors de la guerre d’indépendance contre Napoléon. Celle qui l’accompagne représente Augustine Zaragoza, elle aussi, héroïne historique du siège de Saragosse.
Ce couple de géants rejoignit la troupe de Saragosse en 2008, parrainés par les géants de Pampelune et Tarragone. À cette occasion, des géants et grosses têtes de toute la région de l’Aragon furent invités, donnant lieu à de joyeuses célébrations.

## Les grosses têtes

### Le Morico (le petit maure)

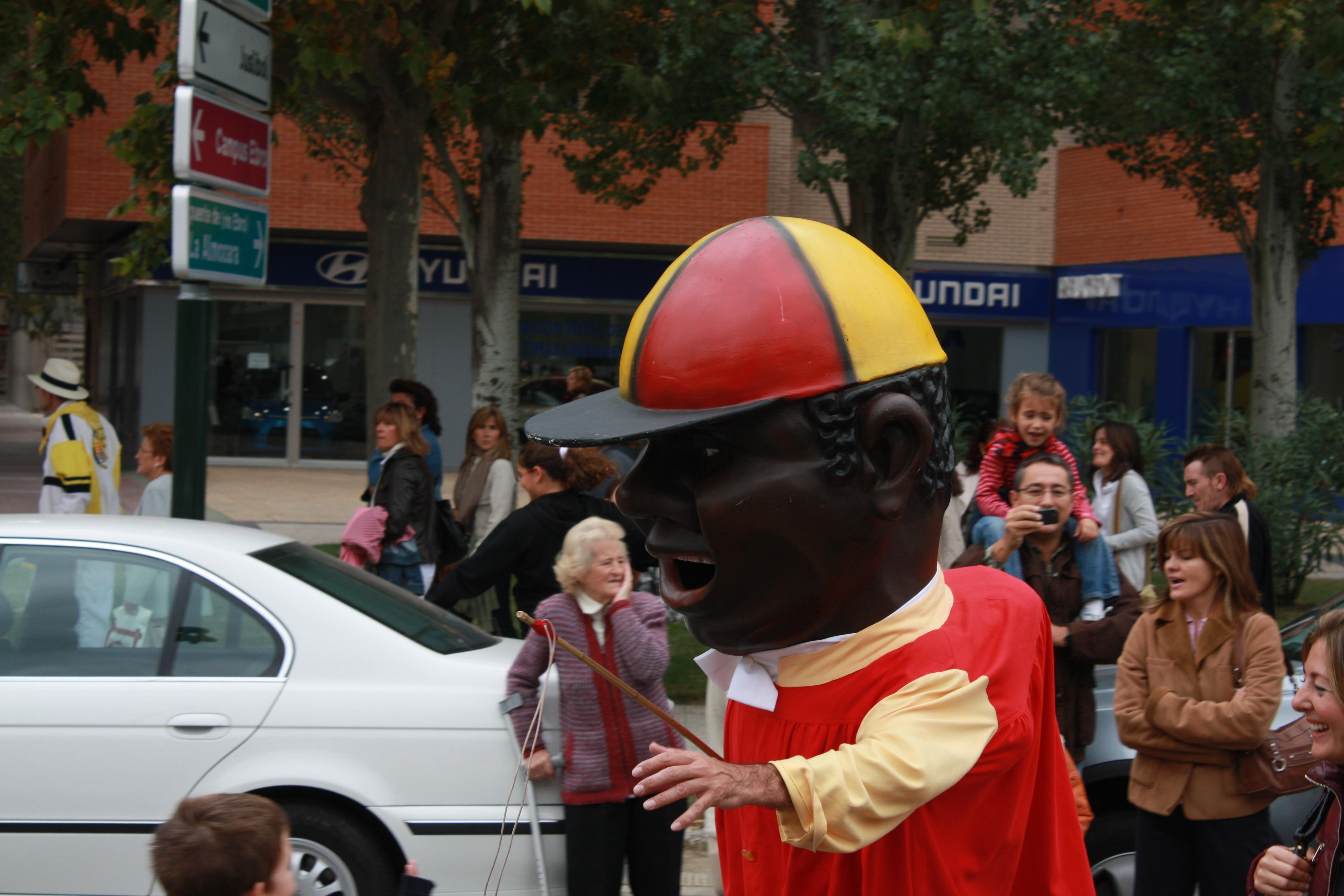
Le Morico

Il y a toujours eu une grosse tête noire dans la troupe de Saragosse comme dans de nombreuses autres troupes d’Espagne et c’est en général le personnage préféré des enfants. Il représente le garçon d’écurie cubain du comte de Viñaza et porte des vêtements de jockey rouge et jaune. Comme toutes les grosses têtes, il a ses chansons. En voici un exemple :

« Al moro le gusta el vino,

Al moro le gusta el pan,

al moro le gusta todo

menos ir a trabajar. »

### Le Tuerto (le borgne)
Il s’agissait, à l’origine, d’un médecin de Saragosse, un certain M. Melendo, célèbre pour son mauvais caractère. Mais il est aussi appelé « le Napoléon » à cause de son chapeau bicorne qui rappelle aux Espagnols l’empereur détesté qui plaça sur le trône d’Espagne son frère, surnommé « Pepe la Bouteille ». Les enfants lui disent :

«  El tuerto por melón, se cayó un tozolón. »

### Le Verrugón (l’homme à la verrue)

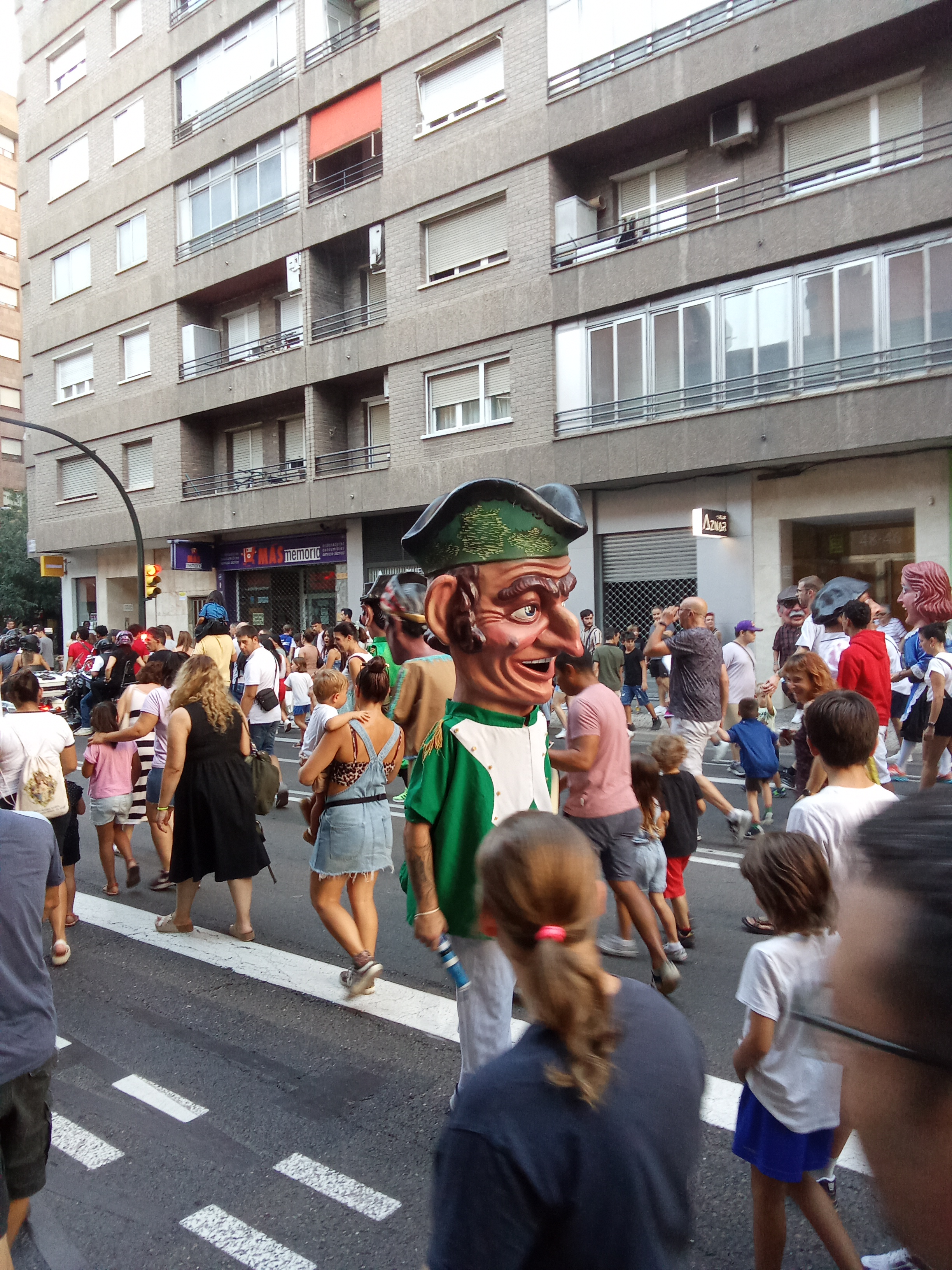
O verrugón

Il s’agirait d’un notable de Saragosse affublé d’une grosse verrue au visage, qui lui donne son nom. Il représente le pouvoir et porte un chapeau à trois pointes à la mode du XVIIIe siècle. Il a, lui aussi, une chanson :

« Al Verrugón,
le picaron los mosquitos,
y se compró
un sombrero de tres picos. »

### La Pilarica
Ce personnage, baptisé à la mairie de Saragosse lors des fêtes du Pilar de 1982, s’inspire de la chanteuse Pilar Lahuerta. Il porte des vêtements rouge et vert ainsi qu’un diadème, rappelant la tenue de scène de la chanteuse aragonaise. Sa chanson dit :

« La Pilara cuando camina,
mueve las plumas,
como una gallina. »

### Le Boticario (l’apothicaire)

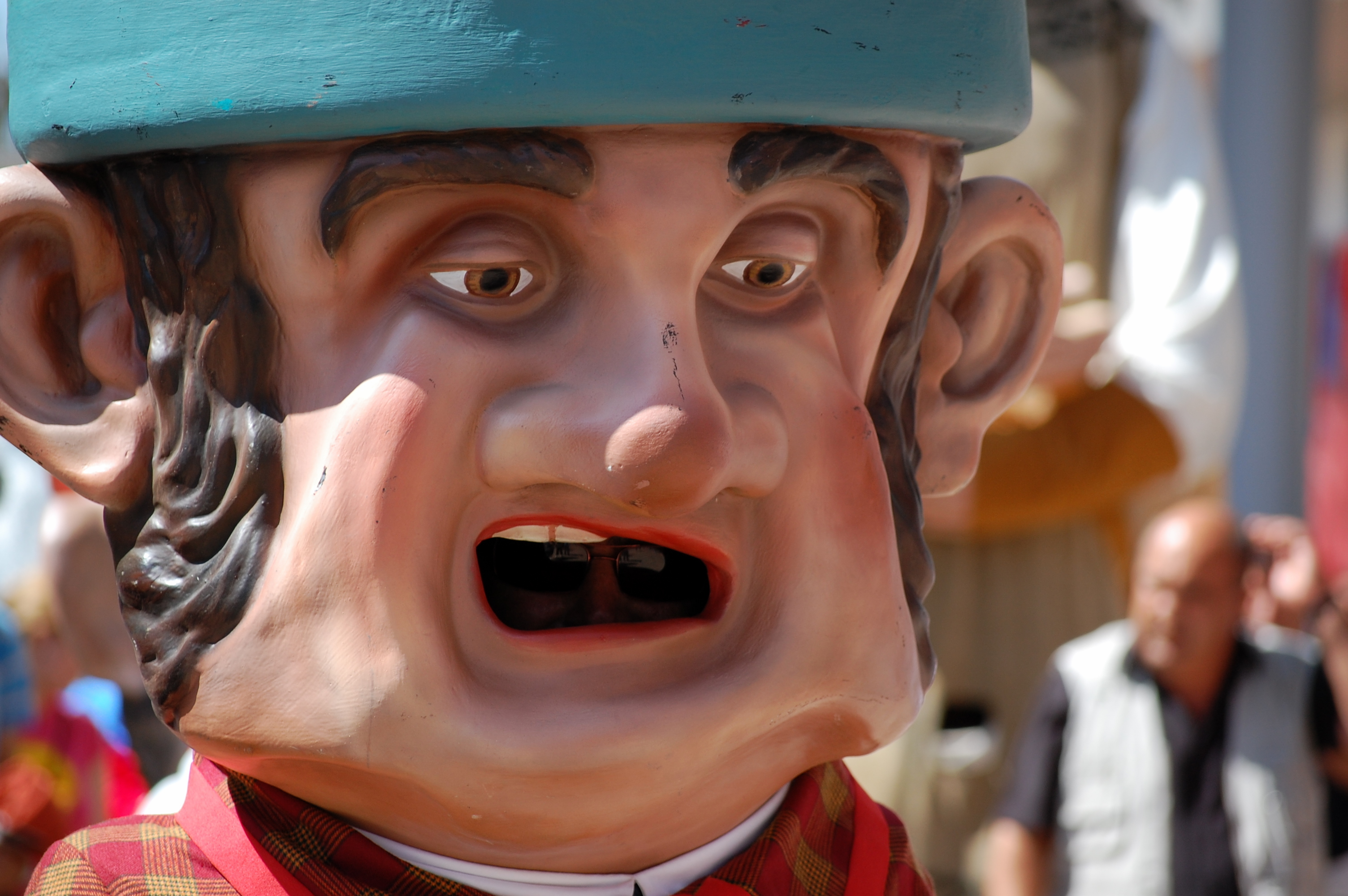
Le Boticario

Il renvoie soit à Pedro Alonso, soit au pharmacien, Tomás Bayod, et est la grosse tête la plus crainte des enfants à cause de ses sourcils qui lui donnent un air furieux.

Voici une de ses chansons :

« Boticario, canario,

garras de alambre,

le cayo una teja

y no le hizo sangre. »

### Le Torero (le toreador)
Il représente un toréador de l’époque de Martincho et Pepe Hillo. Les enfants lui chantent :

« El Torero como es tan chulo,
salta la tapia
y se rompe el culo. »

### Le Forano (étranger) / Cochero (cocher) et la Forana

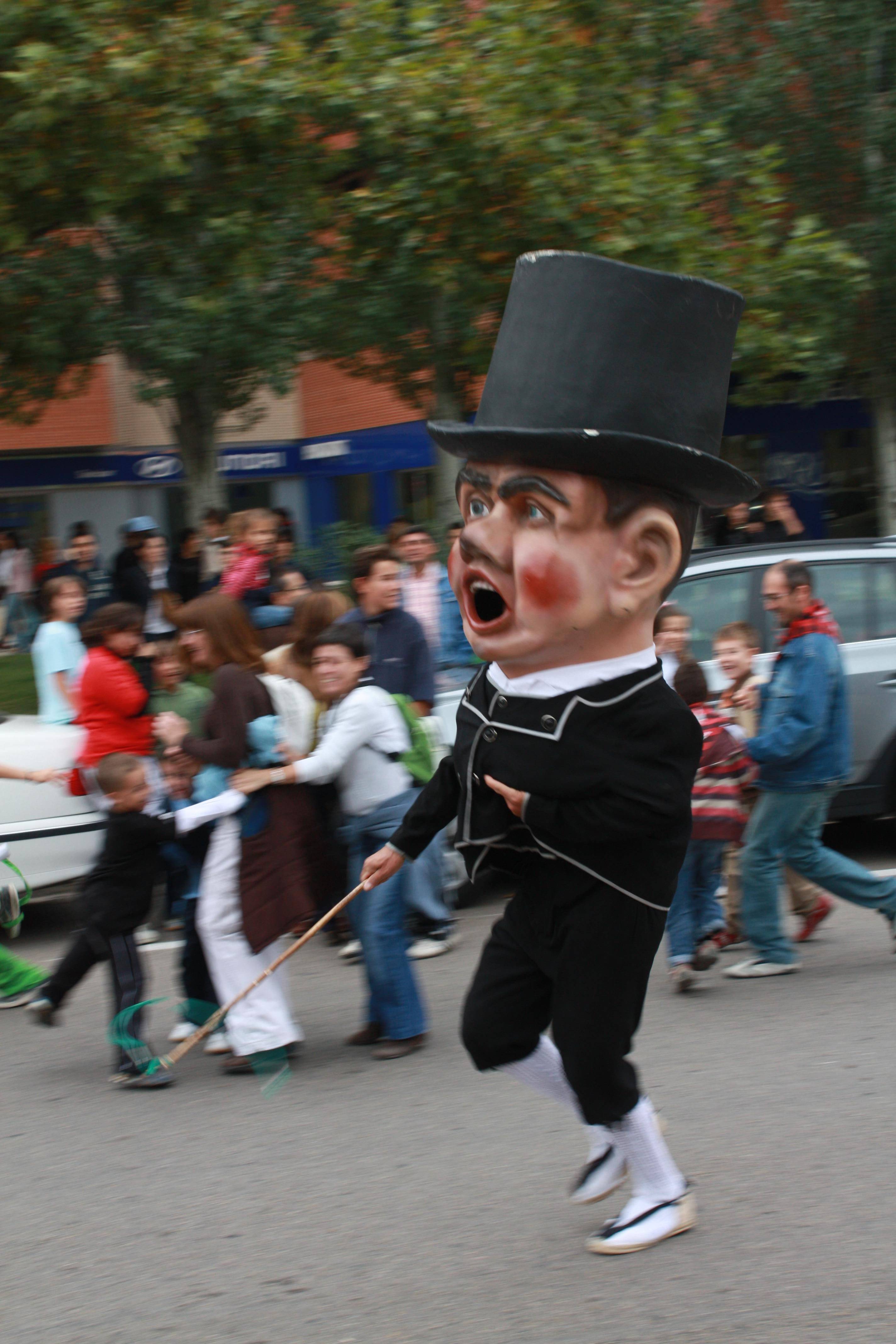
Le Forano

Le Forano ne représente pas une personne particulière mais un cocher ou un paysan des alentours de Saragosse qui se rend aux fêtes du Pilar en habits du dimanche, ce qui explique que l’on le surnomme aussi « baturro ».
Depuis 1916, il est marié à la Forana, qui représentait à l’origine Teresa Panza, épouse du personnage de fiction Sancho Panza. La Forana représente une femme aragonaise vêtue de « baturra ». 
Leurs chansons disent :

« El Forano se ha cagao
la Forana lo ha limpiao
con un trapo colorao. »

« Que no se diga,

que no se note,

que la Forana

lleva bigote. »

### Le Robaculeros
Représentant à l’origine le fidèle écuyer de Don Quichotte, Sancho Panza, il fut très vite surnommé Robaculeros ou Pirulí (sucette) à cause de la forme de son bonnet. Voici une de ses chansons :

« Al Pirulí
de la Habana
Pirulí. »

## Les rencontres de géants aragonais
La première rencontre de géants d’Aragon fut célébrée le 18 juin 2000 à La Almunia de Doña Godina. Elle rassembla 72 des 108 géants que compte officiellement la région. Depuis cette date, les géants d’Aragon se rassemblent chaque année dans une ville de la région pour défiler au son de la cornemuse et des tambours.
| Rencontre I    | 18/06/2000 | La Almunia de Doña Godina |
| Rencontre II   | 24/06/2001 | Calanda                   |
| Rencontre III  | 28/06/2002 | Huesca                    |
| Rencontre IV   | 08/06/2003 | Villamayor de Gallego     |
| Rencontre V    | 06/06/2004 | Alcorisa                  |
| Rencontre VI   | 19/06/2005 | Ayerbe                    |
| Rencontre VII  | 18/06/2006 | Gallur                    |
| Rencontre VIII | 24/06/2007 | Hijar                     |
| Rencontre IX   | 22/06/2008 | Barbastro                 |
| Rencontre X    | 21/06/2009 | Belchite                  |
| Rencontre XI   | 20/06/2010 | Andorre                   |